# Schachtbok

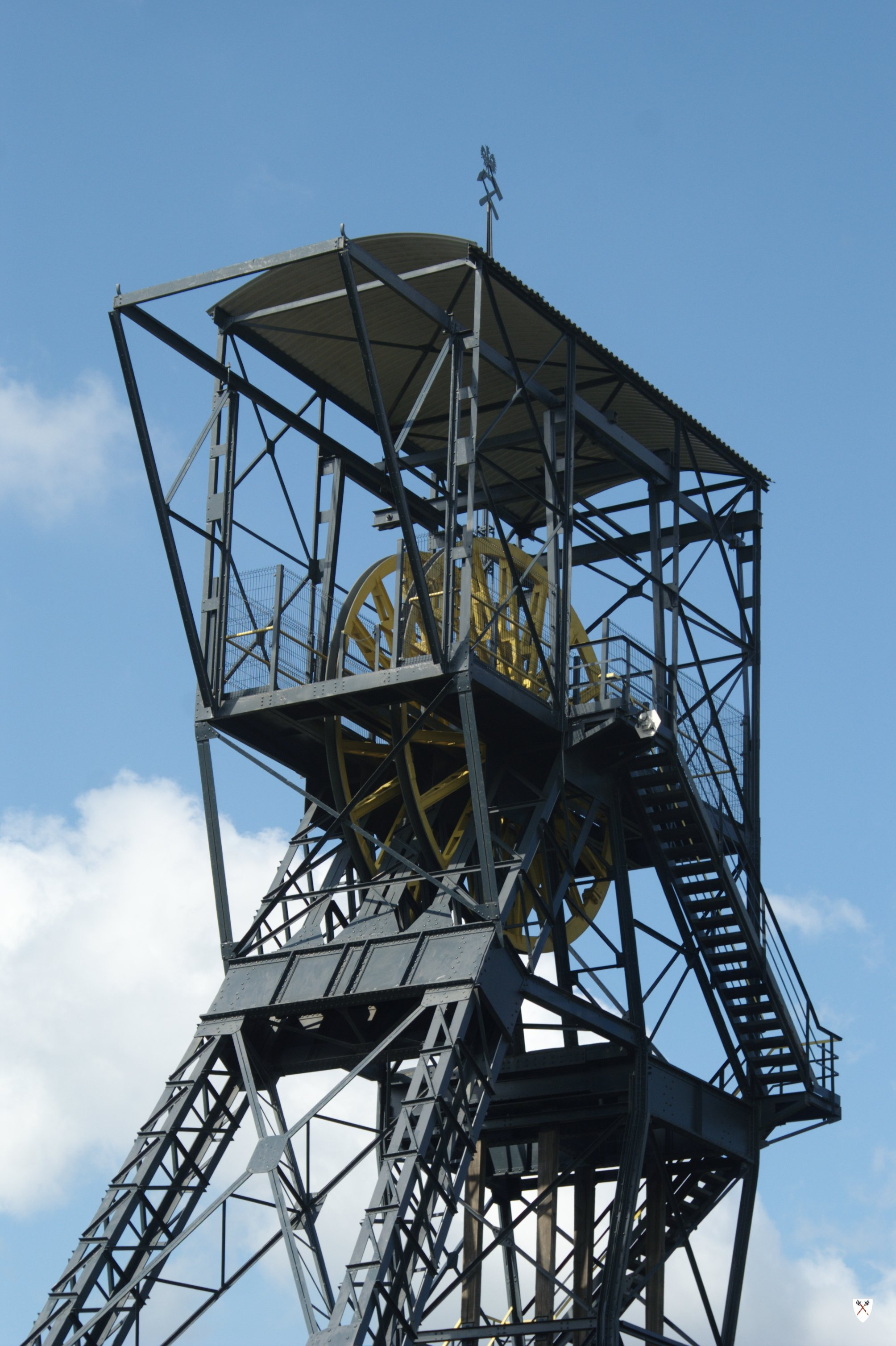
Traditionele schachtbok in open vakwerkconstructie

Schematische weergave van een schachtbok en omgeving: 1 ophaalgebouw, 2 staalkabels, 3 schachtwielen, 4 schachtbenen 5 schachtbok 6 schachtgebouw 7 schacht

Een schachtbok is een boven een mijnschacht aangebrachte constructie, die bij steenkoolmijnen gebruikt wordt bij het vervoer van mijnwerkers, materiaal en steenkool. Schachtbokken zijn door de draaiende wielen visuele merktekens in het landschap.
De losvloer in het schachtgebouw bevindt zich tot vijftien meter boven het maaiveld en is licht hellend aangebracht. Hierdoor rollen de met steenkool beladen mijnwagentjes, door hun eigen gewicht, richting kolenwasserij om aldaar verder bewerkt te worden.
In de 45 tot 85 meter hoge schachtbokken zijn bovenin schachtwielen met een diameter van zeven tot acht meter aangebracht. Daaroverheen lopen dikke staalkabels waaraan de uit meerdere verdiepingen bestaande liftkooien zijn bevestigd.
De kooien worden in beweging gebracht door een ophaalmachine die in een belendend gebouw is ondergebracht. Deze machine wordt bediend door een ophaalmachinist; dit gebeurt via belsignalen van de seingevers op de losvloer en de ondergrondse laadplaatsen.

## Geschiedenis
De huidige vorm van een schachtbok is niet zo oud. Tot in de vijftiger jaren van de 19e eeuw waren de schachten klein van afmeting en ondiep. Bij de betrekkelijk geringe productie waren zij slechts van kleine ophaalmachines voorzien. Het schachtgebouw zelf werd toen als schachtbok gebruikt. De mijnwerkers gingen met ladders naar beneden. Toen de eisen voor het vervoer toenamen ging men ertoe over om de gemetselde schachtgebouwen te versterken, om zodoende de grotere belasting en trillingen op te kunnen vangen. De gebouwen die hierdoor ontstonden leken meer op een vesting dan op een schachtgebouw, en werden Malakowtorens genoemd. Deze naam verwijst naar een vesting die een grote rol heeft gespeeld bij de Krimoorlog van 1855.
Later bouwde men boven de schachten bokken, waarvan de vorm is aangepast aan het krachtenspel dat de constructie moet opnemen. De eerste schachtbokken waren van hout. Toen in Westfalen een aantal ervan door brand werd vernield, was dit aanleiding om ze door stalen exemplaren te vervangen. In Nederland werd het Duitse type schachtbok overgenomen, meestal driebenige bokken in vakwerkconstructie. Later bouwde men deze stalen bokken ook wel in volwandconstructie, dit oogde rustiger en strakker. Na de Eerste Wereldoorlog ging men in Frankrijk en ten dele in België, dit type schachtbokken in gewapend beton uitvoeren. In het Kempens steenkoolbekken zijn ze te vinden bij de steenkoolmijn van Eisden.

#### Schachttoren
Een tweetal ontwikkelingen maakten de weg vrij voor een geheel nieuw type schachtbok, of beter gezegd, schachttoren. Namelijk de toepassing van het Koepesysteem bij het schachtvervoer, en het gebruik van een gelijkstroommotor als aandrijving. De Koepeschijf, aangedreven door een elektromotor, leidde tot een lichtere en compactere bouw van de ophaalmachines. Hierdoor werd het mogelijk deze machine boven in een schachttoren te zetten, in plaats van op de begane grond. Omstreeks 1906 werd deze constructie voor het eerst toegepast; ook in Limburg werd deze bouwwijze al spoedig aangewend. Drie van de vier schachttorens van de Staatsmijn Hendrik, evenals de latere schachttorens van de mijn Laura, vertegenwoordigden het traditionelere type van deze constructie. De drie betonnen schachttorens van de Staatsmijn Maurits en in het bijzonder de schachttoren van schacht III van de Staatsmijn Emma en schacht IV van de Staatsmijn Hendrik, straalden destijds een geheel eigen karakter uit: 'moderne zakelijkheid in glas en beton'.

## Staal versus beton
Stalen schachtbokken zijn goedkoper voor zover ze niet hoger zijn dan 50 m. Fouten in een stalen constructie zijn gemakkelijker te verbeteren dan in een betonnen exemplaar. Ze zijn lichter en vragen dus minder fundering.
Schachtbokken uit beton zijn beter bestand tegen trillingen en windkracht. Beton is makkelijker beschikbaar dan staal, en de prijs is minder onderhevig aan schommelingen. Nadeel is, dat deze constructies star zijn, en niet aanpasbaar bij eventuele verzakkingen.

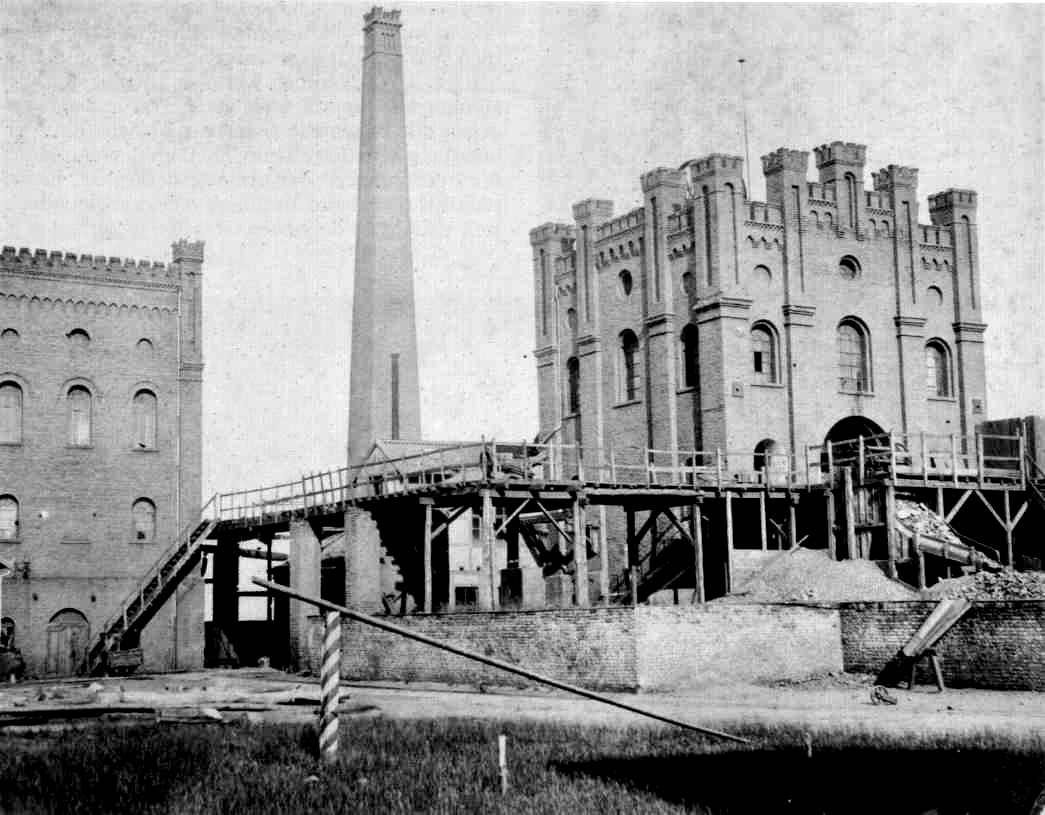
Malakowtoren van de steenkolenmijn Teut bij Würselen (D) omstreeks 1880
Houten schachtbok van de Raub Gold Mining Company, Pahang, Maleisië, rond 1910
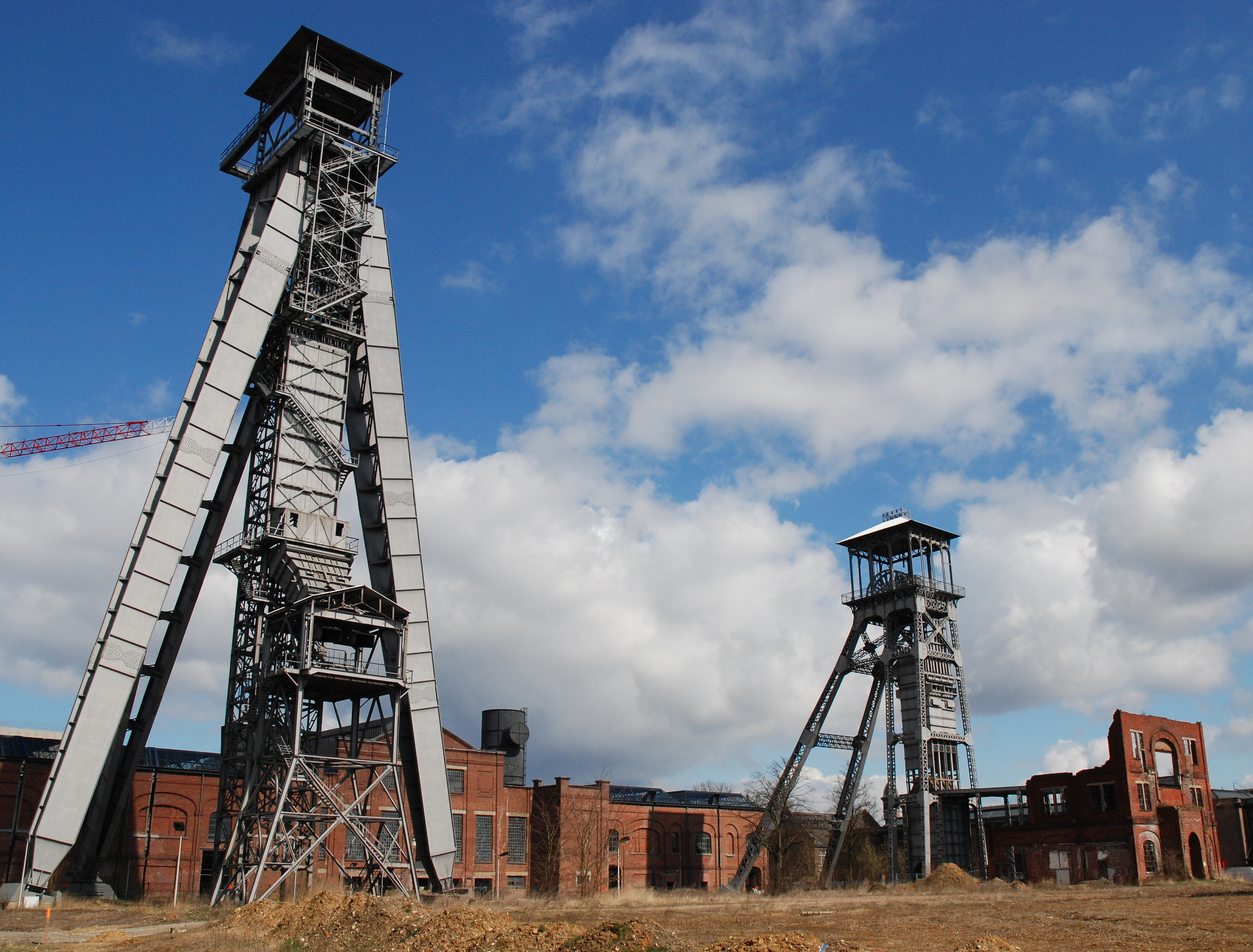
Schachtbok uit 1963 van de steenkoolmijn van Winterslag, ter vervanging van een exemplaar uit 1915
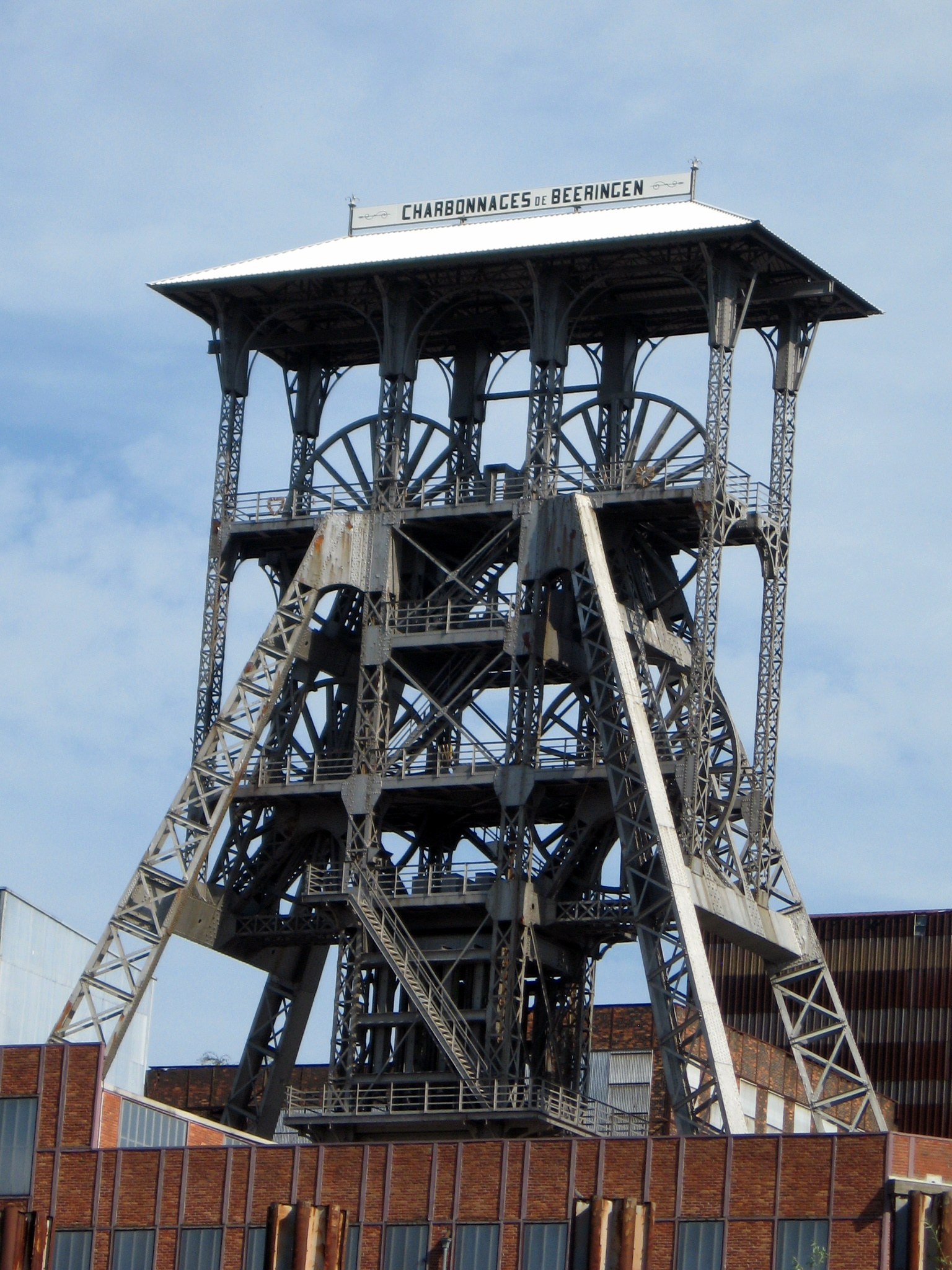
(Dubbele) schachtbok van de steenkoolmijn Beringen in Koersel (B)
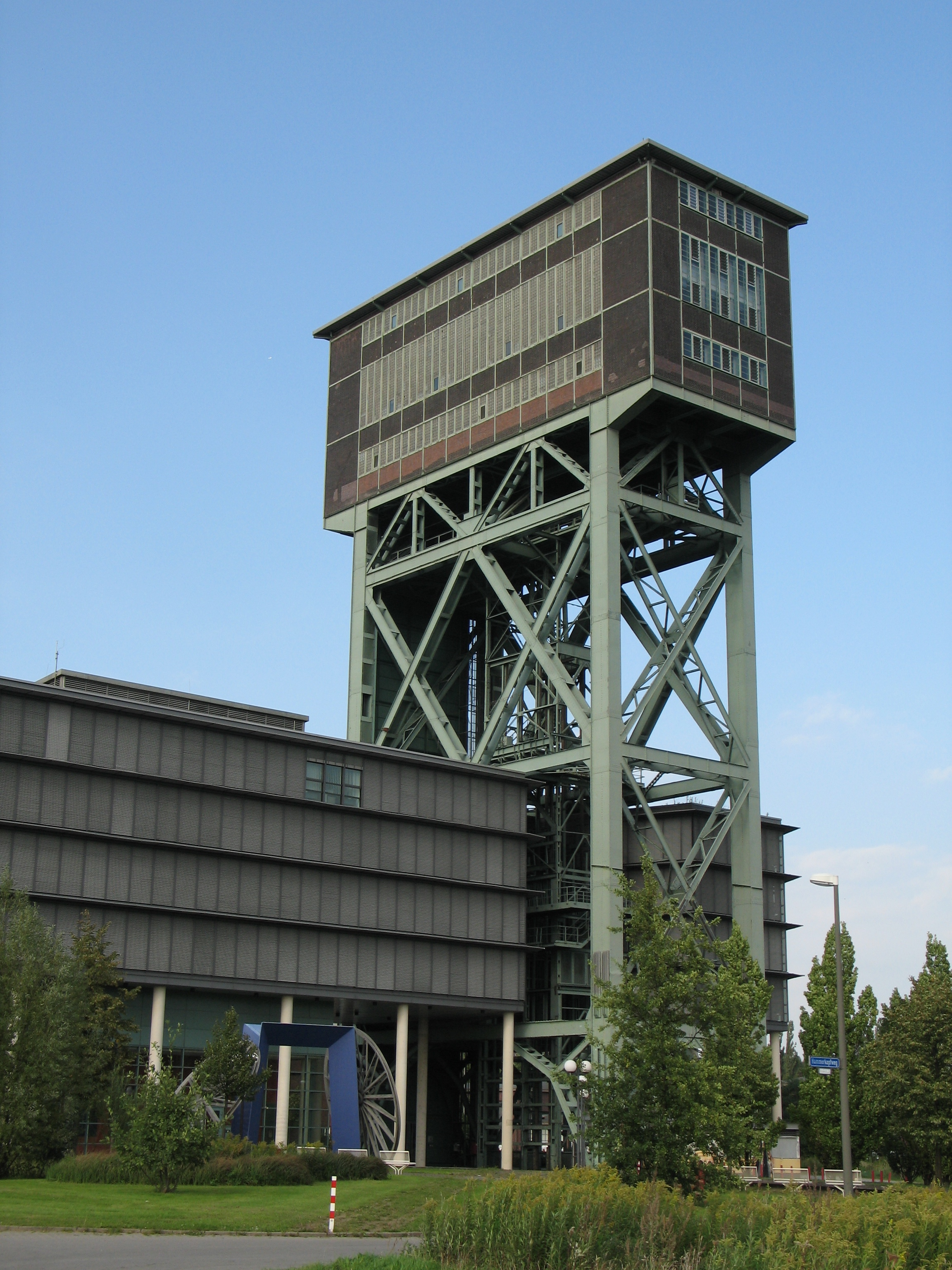
Schachttoren van de steenkolenmijn Minister Stein in Dortmund (D)